# Classification de Dana
La classification de Dana est une classification des minéraux développée par James Dwight Dana. Elle se base sur la composition chimique et la structure des minéraux. Elle est utilisée principalement dans les pays anglophones, surtout aux États-Unis.
La classification des minéraux utilisée par l'Association internationale de minéralogie est la classification de Strunz.

## Historique
La classification des minéraux fut basée sur la composition chimique par Dana dans la quatrième édition (1854, en deux volumes) de son livre System of Mineralogy. Au cours du XXe siècle, cette classification fut complétée grâce aux progrès scientifiques, en particulier dans le domaine de la cristallographie. En 1941, Karl Hugo Strunz s'en servit pour construire sa classification. La classification originelle de Dana fut développée et une nouvelle classification fut publiée en 1997.

## Structure de la classification
Les minéraux sont ordonnés dans un système hiérarchique. Chaque minéral possède un numéro de classification, composé de quatre nombres séparés par des points, permettant une identification univoque même lorsque les minéraux sont connus sous plusieurs noms (synonymie). Le premier nombre représente la classe minérale. Le deuxième nombre représente le type du minéral, dans certains cas en prenant en compte sa structure atomique. Le troisième nombre représente un groupe de minéraux de structure semblable. Le quatrième nombre donne l'identification univoque du minéral.

## Exemple
Groupe de la kiesérite.
- 29. : sulfates acides et normaux hydratés
  - 29.06. : sulfates acides et normaux hydratés de formule AXO4·x(H2O)
    - 29.06.02. : groupe de la kiesérite (monohydrates)
      - 29.06.02.01. : kiesérite MgSO4·(H2O), groupe d'espace C2/c
      - 29.06.02.02. : szomolnokite FeSO4·(H2O), groupe d'espace A2/a
      - 29.06.02.03. : szmikite MnSO4·(H2O), groupe d'espace A2/a
      - 29.06.02.04. : poitevinite (Cu,Fe,Zn)SO4·(H2O), groupe d'espace P1
      - 29.06.02.05. : gunningite (Zn,Mn)SO4·(H2O), groupe d'espace A2/a
      - 29.06.02.06. : dwornikite (Ni,Fe)SO4·(H2O), groupe d'espace C2/c
      - 29.06.02.07. : cobaltkiesérite CoSO4·H2O, groupe d'espace C2/c

## Classes minérales
| Éléments                            | Éléments                            | - 01. Éléments |
| Sulfures et sulfosels               | Sulfures et sulfosels               | - 02. Sulfures - 03. Sulfosels |
| Oxydes et hydroxides                | Oxydes et hydroxides                | - 04. Oxydes simples - 05. Oxydes contenant de l'uranium et du thorium - 06. Hydroxydes et oxydes contenant l'anion hydroxyle - 07. Oxydes multiples - 08. Oxydes multiples contenant du niobium, du tantale et/ou du titane |
| Halogénures                         | Halogénures                         | - 09. Halogénures - 10. Oxyhalogénures et hydroxyhalogénures - 11. Halogénures complexes – aluminofluorures - 12. Halogénures composés |
| Carbonates, nitrates et borates     | Carbonates, nitrates et borates     | - 13. Carbonates acides - 14. Carbonates normaux non hydratés - 15. Carbonates normaux hydratés - 16a. Carbonates contenant l'anion hydroxyle ou des halogènes - 16b. Carbonates contenant l'anion hydroxyle ou des halogènes - 17. Carbonates composés - 18. Nitrates simples - 19. Nitrates contenant l'anion hydroxyle ou des halogènes - 20. Nitrates composés - 21. Iodates non hydratés et hydratés - 22. Iodates contenant l'anion hydroxyle ou des halogènes - 23. Iodates composés - 24. Borates non hydratés - 25. Borates non hydratés contenant l'anion hydroxyle ou des halogènes - 26. Borates hydratés contenant l'anion hydroxyle ou des halogènes - 27. Borates composés |
| Sulfates, chromates et molybdates   | Sulfates, chromates et molybdates   | - 28. Sulfates acides et normaux non hydratés - 29. Sulfates acides et normaux hydratés - 30. Sulfates non hydratés contenant l'anion hydroxyle ou des halogènes - 31. Sulfates hydratés contenant l'anion hydroxyle ou des halogènes - 32. Sulfates composés - 33. Séléniates et tellurates - 34. Sélénites, tellurites et sulfites - 35. Chromates non hydratés - 36. Chromates hydratés |
| Phosphates, arséniates et vanadates | Phosphates, arséniates et vanadates | - 37. Phosphates acides non hydratés - 38. Phosphates normaux non hydratés - 39. Phosphates acides hydratés - 40. Phosphates normaux hydratés - 41. Phosphates non hydratés contenant l'anion hydroxyle ou des halogènes - 42. Phosphates hydratés contenant l'anion hydroxyle ou des halogènes - 43. Phosphates composés - 44. Antimoniates - 45. Antimonites, arsénites et phosphites acides et normaux - 46. Antimonites, arsénites et phosphites basiques ou contenant des halogènes - 47. Oxysels de vanadium - 48. Molybdates et tungstates - 49. Molybdates et tungstates basiques et hydratés                                                                                     |
| Minéraux organiques                 | Minéraux organiques                 | - 50. Minéraux organiques |
| Silicates et germanates             |                                     | |
|                                     | - Nésosilicates                     | - 51. Nésosilicates contenant seulement des groupes de tétraèdres [SiO4] isolés - 52. Groupes de tétraèdres [SiO4] avec O, OH, F et H2O - 53. Groupes de tétraèdres [SiO4] avec d'autres anions ou cations complexes - 54. Borosilicates et quelques béryllosilicates avec [BO3] |
|                                     | - Sorosilicates                     | - 55. Groupes Si2O7, en général sans anion supplémentaire - 56. Groupes Si2O7 avec O, OH, F et H2O - 57. Insulaires (Si3O10) et groupes non cycliques plus gros avec Si3O10 - 58. Insulaires, groupes de tétraèdres mixtes, isolés et plus gros |
|                                     | - Cyclosilicates                    | - 59. Anneaux à trois membres [Si3O9] - 60. Anneaux à quatre membres [Si4O12] - 61. Anneaux à six membres [Si6O18] - 62. Anneaux à huit membres [Si8O24] - 63. Cyclosilicates avec anneaux condensés - 64. Anneaux avec d'autres anions et des groupes [SiO4] isolés |
|                                     | - Inosilicates                      | - 65. Chaînes simples non ramifiées, périodicité W=1 - 66. Chaînes doubles non ramifiées, périodicité W=2 - 67. Chaînes non ramifiées, périodicité W > 2 - 68. Structures avec des chaînes de largeurs variables - 69. Chaînes ramifiées à d'autres chaînes ou boucles - 70. Structures tubulaires ou en colonne |
|                                     | - Phyllosilicates                   | - 71. Couches d'anneaux à six membres - 72. Couches infinies sans anneaux à six membres - 73. Couches de tétraèdres condensées - 74. Couches modulées |
|                                     | - Tectosilicates                    | - 75. Tectosilicates - 76. Réseaux d'aluminium et de silicium - 77. Groupe des zéolithes |
|                                     | - Silicates non classés             | - 78. Silicates non classés |